# Wialnia
Wialnia – maszyna rolnicza służąca do wstępnego oczyszczenia młóconego ziarna, oddzielająca zanieczyszczenia grube (kłosy, zgoniny) i lekkie (plewy) na zasadzie różnicy wielkości, a częściowo także na zasadzie różnic ciężarów.

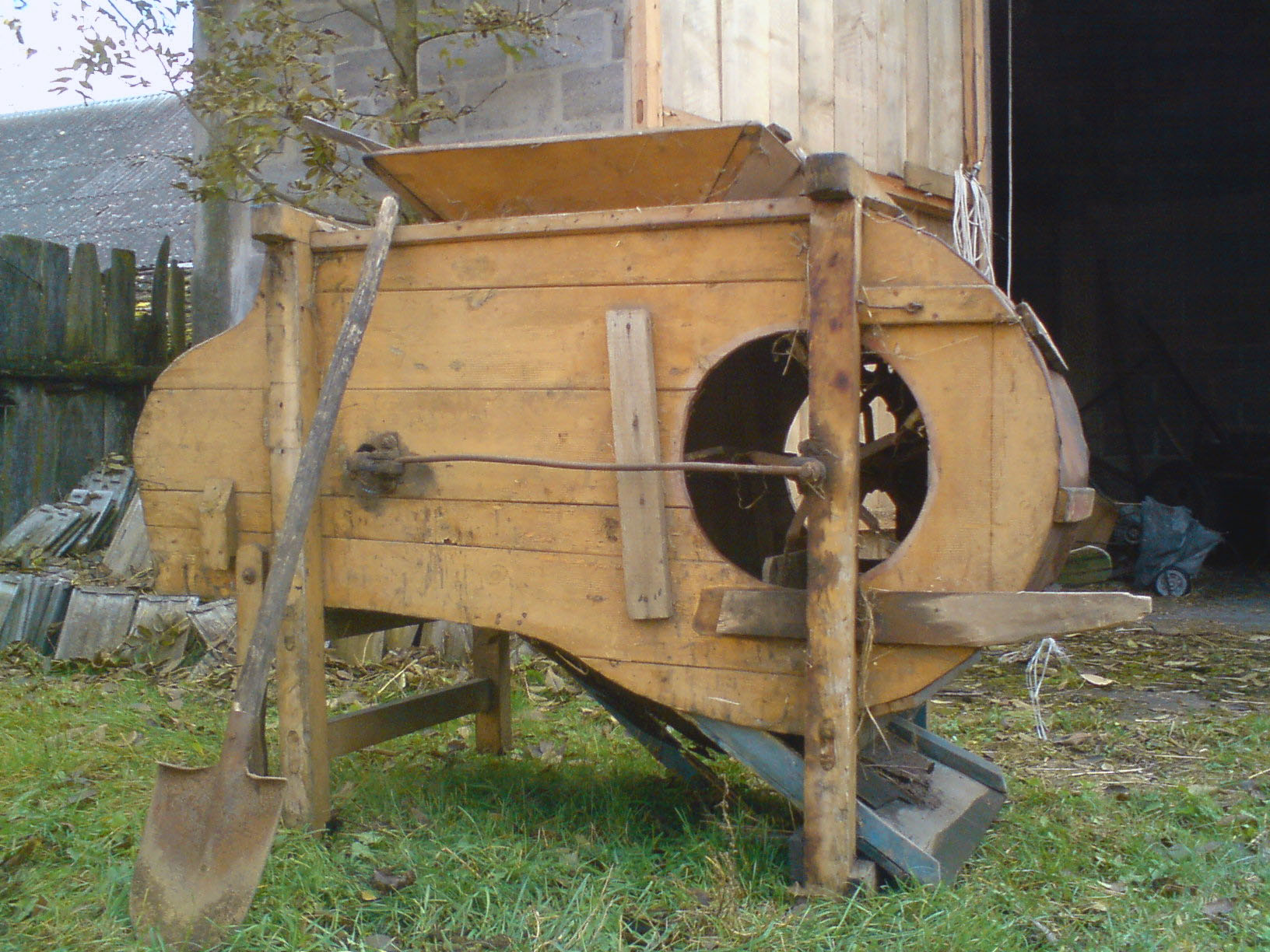

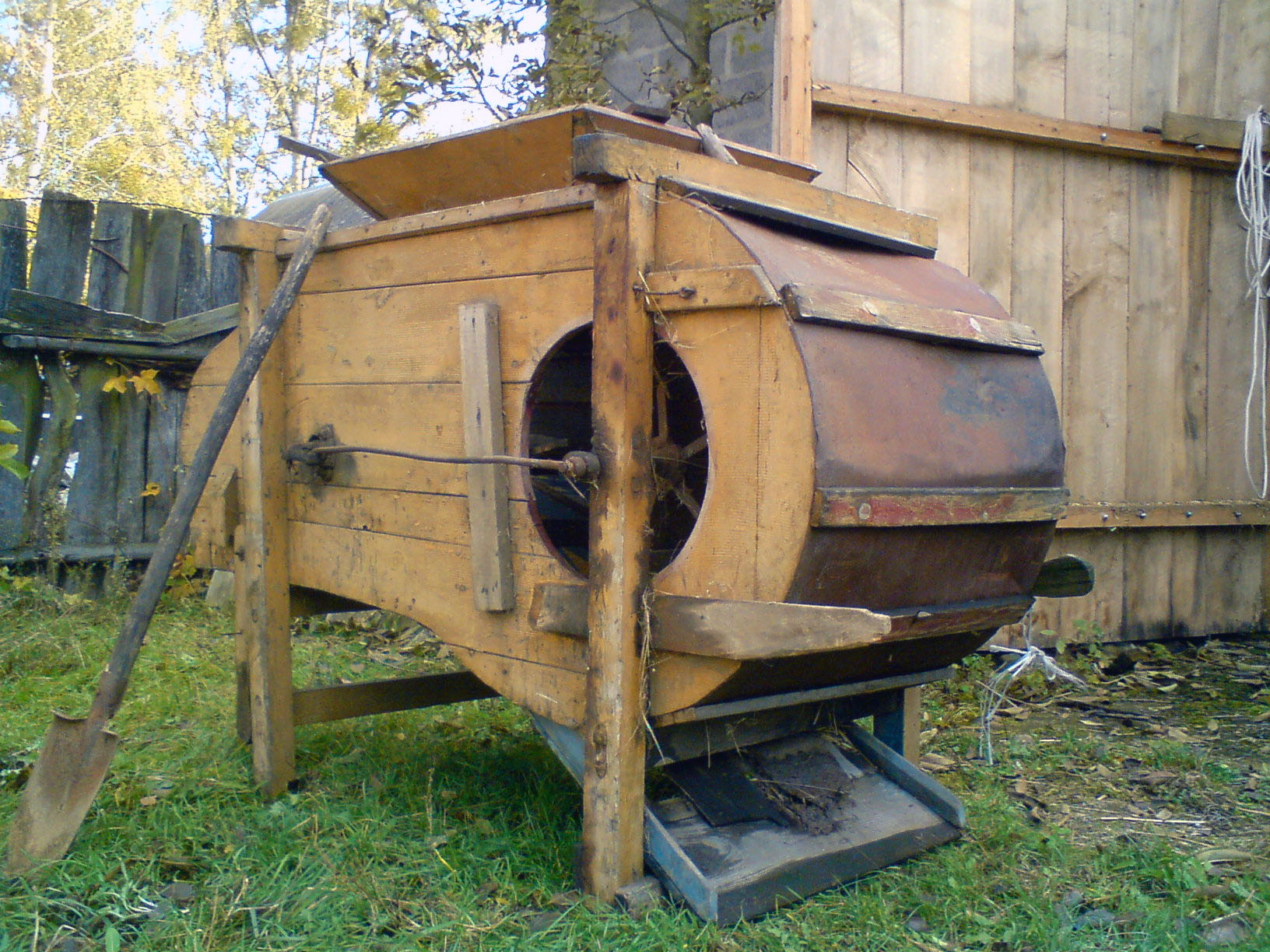
Wialnia

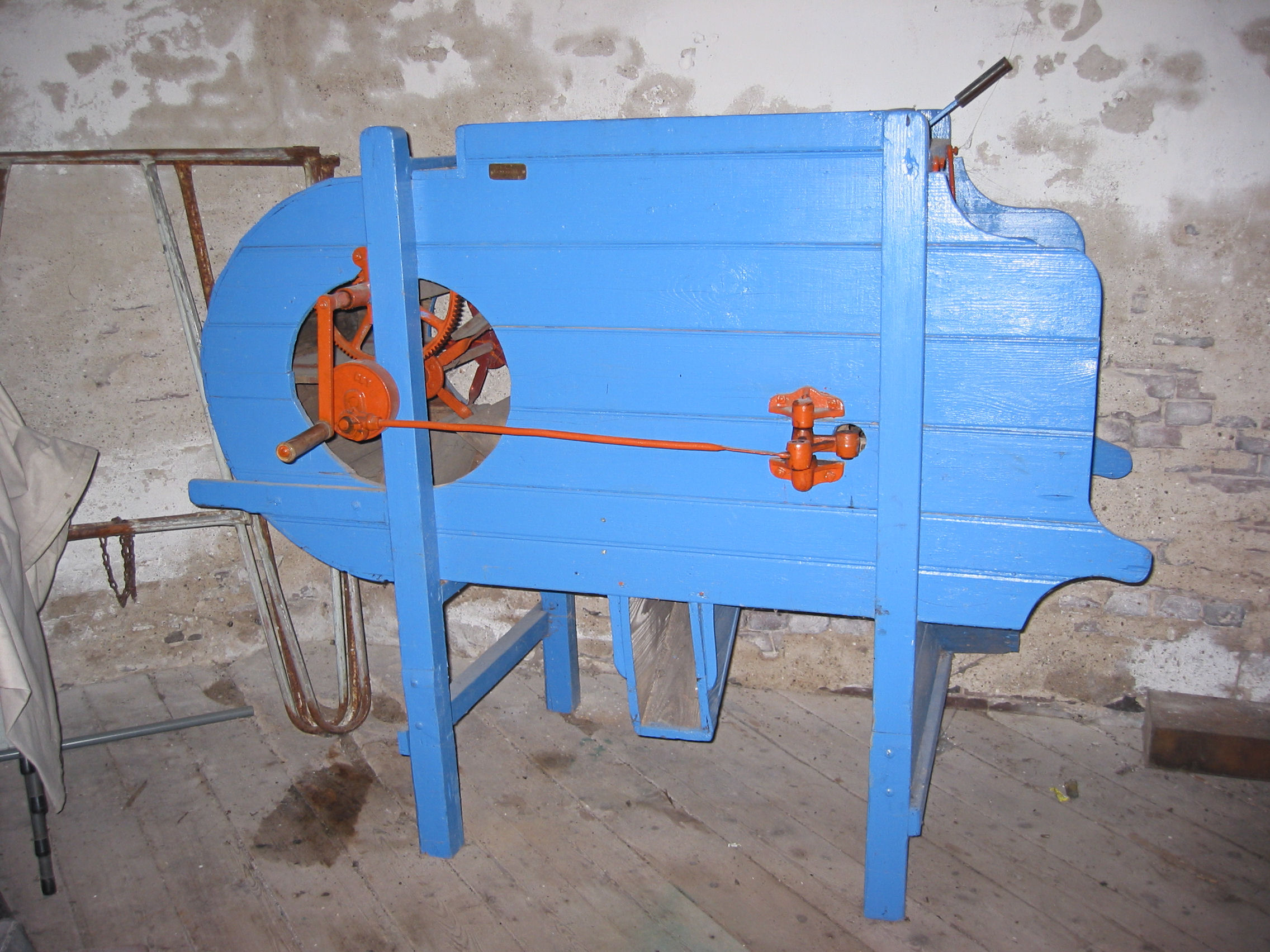

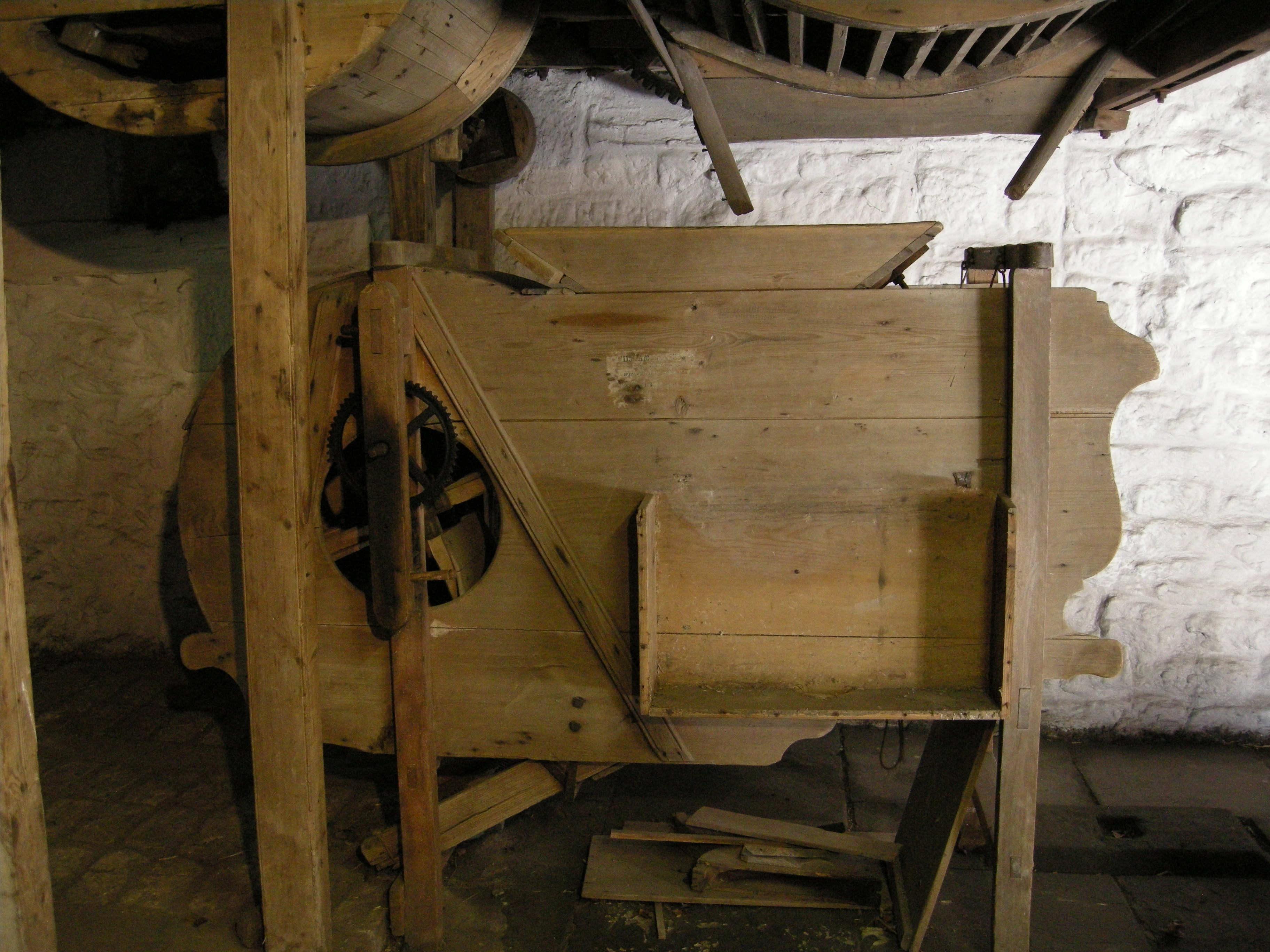

Zanim skonstruowano wialnię, wymłócone zboże oczyszczano podrzucając ziarno przy lekkim wietrze. Cięższe ziarno spadało szybciej, a lżejsze plewy były zdmuchiwane przez wiatr. Zanieczyszczenia o podobnym ciężarze ale różniące się wielkością od pozyskiwanego ziarna rozdzielano przetakami.
Ręcznie napędzana wialnia składała się z drewnianej obudowy tworzącej kanał do przewiewania i obudowy wentylatora odśrodkowego wykonanego z kilku płaskich łopatek oraz zespołu ruchomych sit. Wentylator napędzany korbą kierował powietrze do kanału. Nad kanałem do przewiewania znajdowała się skrzynia z czyszczonym materiałem z regulowaną szczeliną, przez którą do kanału wsypywało się zmłócone ziarno z plewami. Czyszczony materiał wpadając do kanału opadał na sita górne i był jednocześnie zwiewany wiatrem wytworzonym przez wentylator. Sita górne oddzielały duże zanieczyszczenia, a podwiewający je wiatr wydmuchiwał plewy i lekkie zanieczyszczenia. Na sitach dolnych oddzielano ziarno od drobniejszych zanieczyszczeń. W prostych konstrukcjach stosowano tylko jedno sito górne i jedno dolne, w zaawansowanych po kilka sit. Materiał rozdzielano na co najmniej trzy frakcje:
- to co pozostało na górnym sicie, czyli zanieczyszczenia większe i lżejsze od ziarna, które czasem dzielono na frakcje,
- to co zostało przesiane przez sito dolne, czyli zanieczyszczenia mniejsze od ziarna,
- to co przeleciało przez sito górne a nie przeleciało przez sito dolne, czyli ziarno.

Z sit separowane materiały pochylniami zsuwały się do skrzyni na podłogę lub do worków.
W czasie pracy, skrzynia z której zboże wysypywało się na sita, jak i zespół sit były potrząsane przez mechanizm wialni, aby zapewnić równomierne przesypywanie się zboża.
W najczęściej stosowanej konstrukcji materiał czyszczony opadając ze skrzyni na sito górne (czasami dwa; wstępne i zasadnicze) był podwiewany wzdłuż i od dołu sita, sito to oddzielało materiał lekki i duży (plewy i słomę, kłosy), materiał dobry i drobny przesiewał się przez to sito, spadając na dolne sito, które odsiewało poślad i drobne zanieczyszczenia. Materiał zdmuchiwany z sita górnego bywał rozdzielany w zależności od miejsca upadku na kilka frakcji od najcięższego (ziarna błędnego), poprzez średni (poślad i drobne nasiona chwastów) do najlżejszej plewy i fragmenty roślin.
Oprócz wialni ręcznych były wialnie napędzane kieratem lub silnikiem elektrycznym.
W przeszłości wialnia najczęściej była samodzielną maszyną, obecnie występuje jako część młocarni, która jednocześnie młóci i wieje lub część kombajnu, który kosi, młóci i wieje zboża. Ma to też i wadę, gdyż traci się plewy - które stosowano jako dodatek do pasz bydła i świni domowej. We współczesnych kombajnach stosuje się system dwóch sit górnych (wstępnego i zasadniczego) podwiewanych wiatrem (bez sita dolnego). W kombajnach często stosuje się sita żaluzjowe zbudowane z równoległych blaszek o regulowanym nachyleniu.
W niektórych rejonach Polski, zwłaszcza w Małopolsce, wialnie błędnie nazywano młynkiem. Młynek różni się od wialni tym, że nie posiada sit, a wentylator młynka wytwarza znacznie silniejszy strumień powietrza, rozdzielając materiał tylko na podstawie miejsca upadku na trzy do czterech frakcji.
Ziarno uzyskane z wialni nie może być użyte do siewu ponieważ zawiera dużo pośladu, uszkodzonych nasion i nasion chwastów.

## Galeria

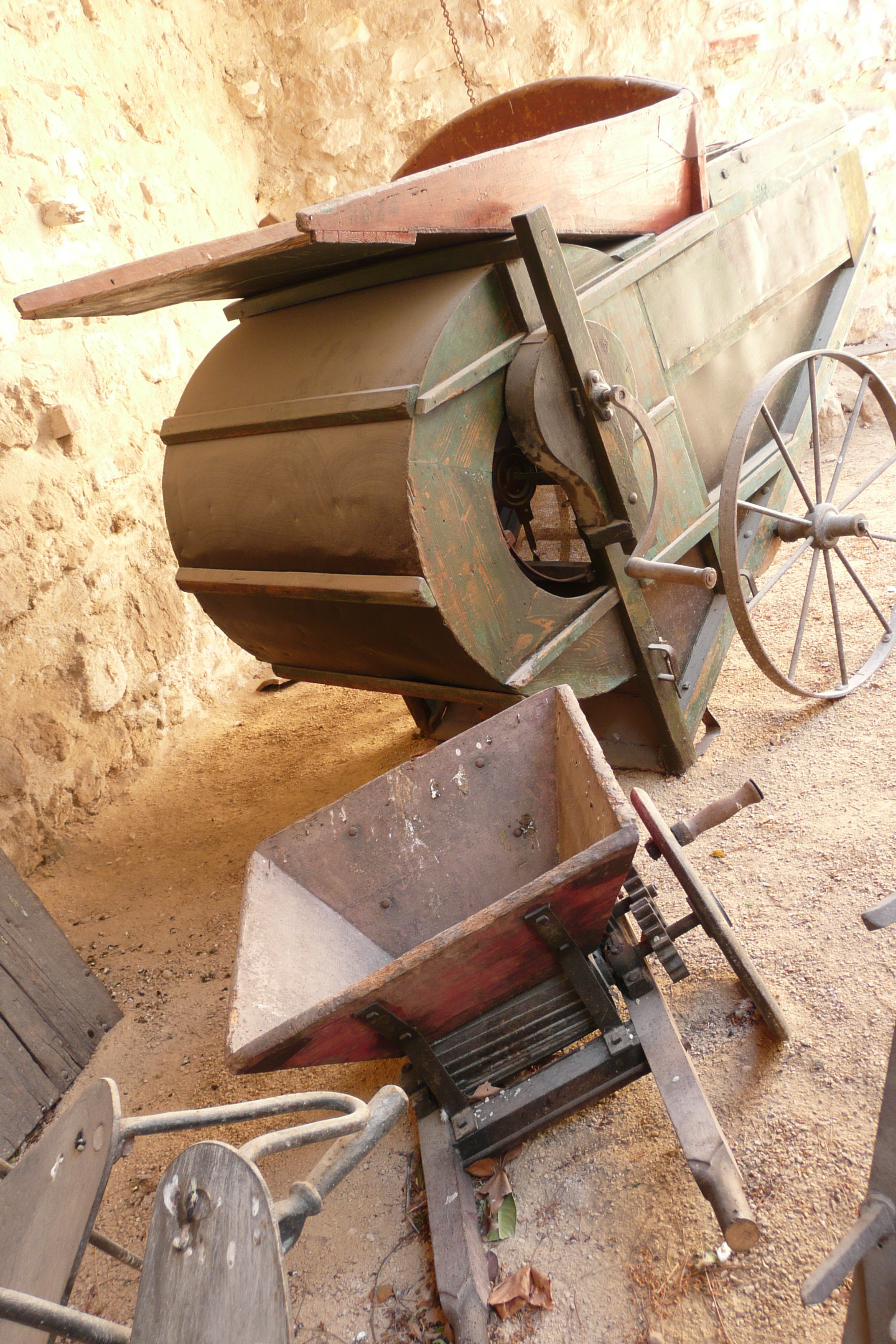
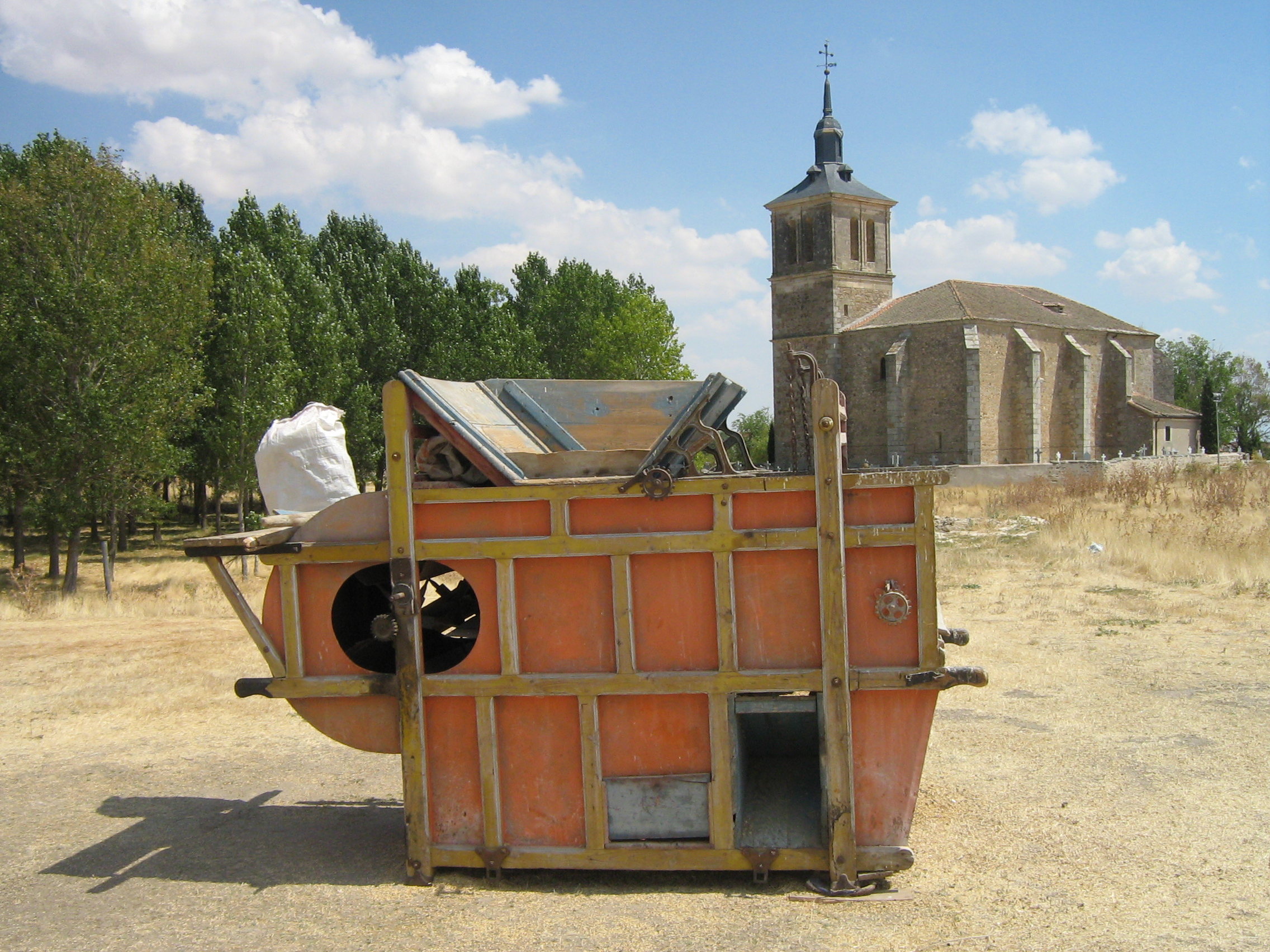
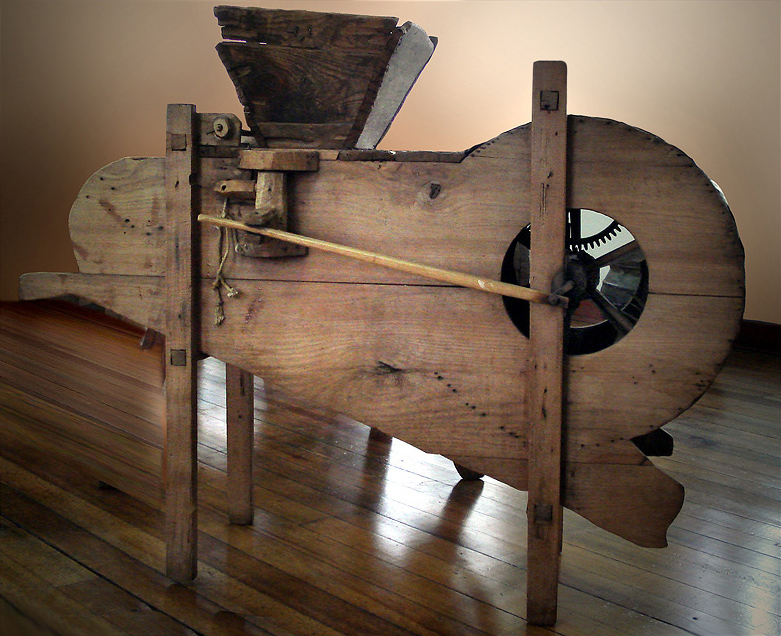
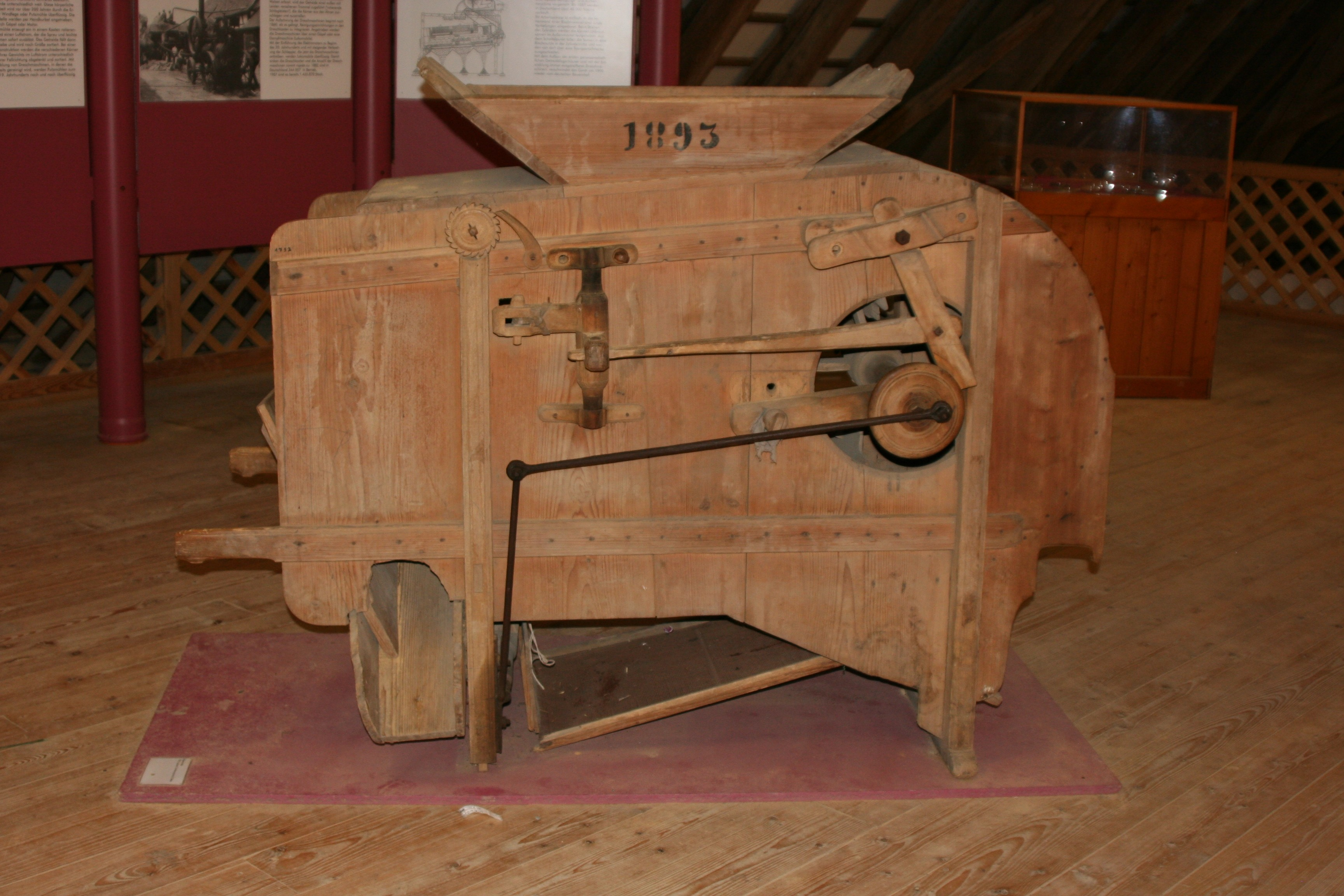